# USS Vella Gulf (CG-72)
USS Vella Gulf (CG-72) — ракетный крейсер типа «Тикондерога», служивший в составе ВМС США. Это был второй корабль, названный в честь битвы при заливе Велья, морского сражения в Соломоновой кампании Второй мировой войны, первым из которых был USS Vella Gulf (CVE-111) — эскортный авианосец, введённый в строй в 1945 году. Киль корабля был заложен 22 апреля 1991 года в Паскагуле, штат Миссисипи, компанией Ingalls Shipbuilding, тогдашним подразделением Litton Industries. Он был спущен на воду 13 июня 1992 года и введён в эксплуатацию 18 сентября 1993 года на военно-морской базе Норфолк.
Разработанный как многоцелевой корабль, «Велла Галф» был способен вести продолжительные боевые действия в условиях противовоздушной, противолодочной, противолодочной и ударной борьбы. Крейсер поддерживал авианосные ударные группы, десантно-штурмовые группы, противоракетную оборону, а также миссии по перехвату и сопровождению. Его разнообразные боевые возможности были организованы боевой информационно-управляющей системой «Иджис» и полностью интегрированной электронной системой обнаружения, поражения и управления огнем.

## История корабля
«Велла Галф» успешно завершил ходовые испытания в феврале 1998 года. В мае и июне он совершил двухмесячный круиз, приняв участие в 26-х ежегодных морских учениях US Baltic Operations (BALTOPS) '98 в западной части Балтийского моря с 8 по 19 июня 1998 года. В ходе учений командир восьмой авианосной группы командовал учениями с корабля. Затем крейсер завершил пополнение запасов, а на борт были подняты вертолеты LAMPS. Крейсер успешно завершил учение по командованию и управлению (C2X) и зашёл в порт Сент-Джон, Виргинские острова, США. После завершения C2X «Велла Галф» продолжил подготовку к развёртыванию.
В январе 1999 года, после пятой подряд победы в "Битве «Е», корабль приступил к тренировочным операциям, одновременно проводя недельный курс подготовки командующих силами ПВО. Успешное завершение «Велла Галф» в феврале 1999 года учений Объединённой оперативной группы (Joint Task Force Exercise или JTFEX) '99 ознаменовало конец десятимесячной работы. Крейсер направился в Адриатическое море 26 марта 1999 года. После шестидневного транзита «Велла Галф» занял свою позицию в Адриатическом море и участвовал в операции «Благородная наковальня». В мае и июне «Велла Галф» продолжал участвовать в поддержке боевых действий, стреляя «Томагавками» и принимая на себя обязанности коробля управления (ADC, ASUWC, ASWC и координатора стартовой зоны), а также проводил многочисленные мероприятия по дозаправке в море и пополнению запасов до ослабления режима расстановка вооружений и прекращение боевых действий. «Велла Галф» начал август с участия в учениях с участием нескольких кораблей, где он участвовал в учениях DIVTACS, LeapFrogs, Tomahawk, учениях подводных лодок, лётных операциях и артиллерийских тренировках. 22 сентября 1999 года крейсер вернулся в порт, а затем в ноябре отплыл в Йорктаун, штат Вирджиния, для полной разгрузки вооружения.

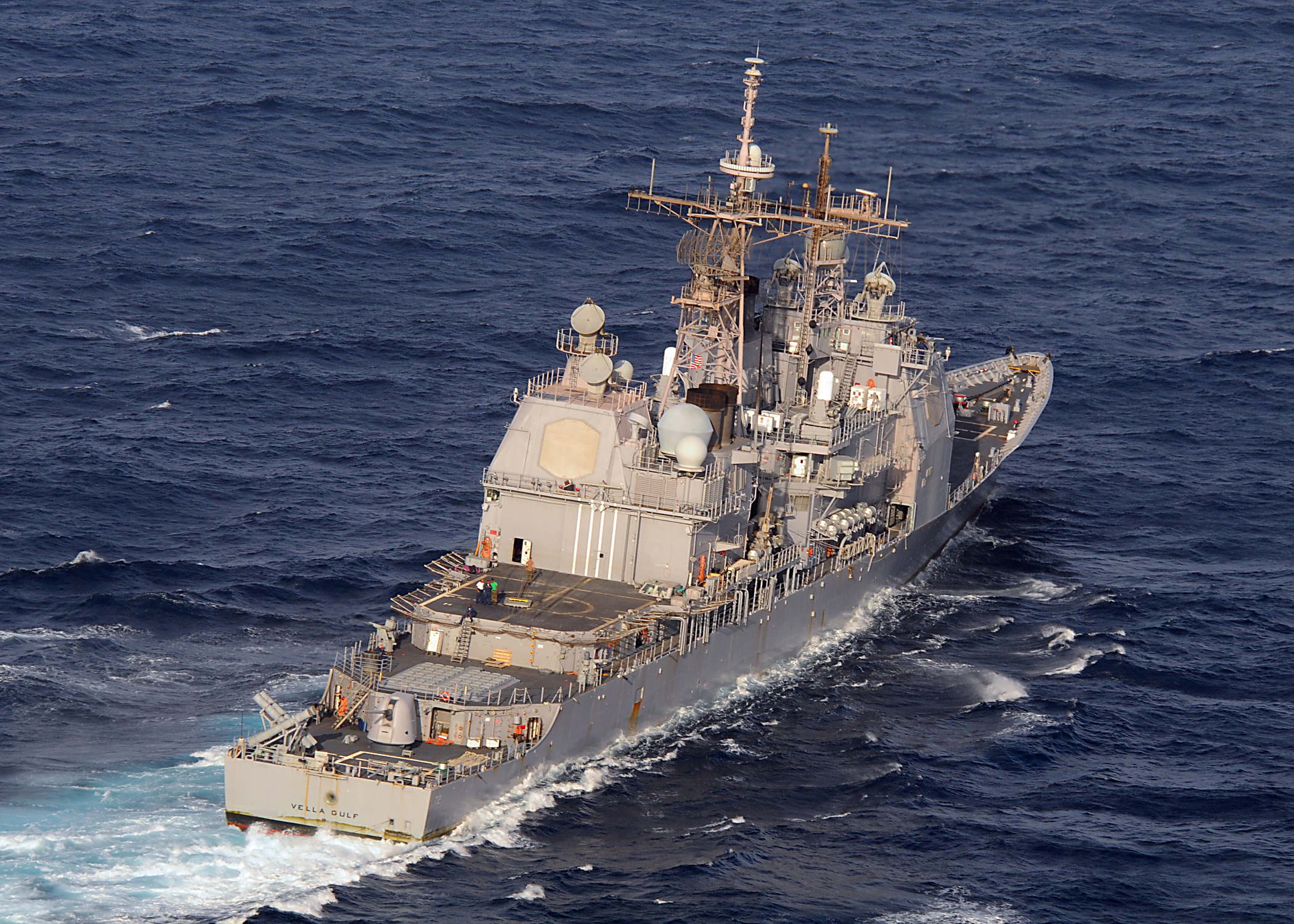
Вид с воздуха на крейсер «Велла Галф» во время скоростного разворота и учений по уклонению от торпед, 7 декабря 2008 г.

В составе ударной группы авианосца USS George Washington, в ответ на террористические атаки 11 сентября 2001 года корабль отправился в плавание для поддержки оборонительных и гуманитарных усилий у берегов Нью-Йорка. Неделю спустя крейсер был развёрнут в составе ударной группы авианосца USS Theodore Roosevelt Средиземноморье и Южной Азии для поддержки операции «Несокрушимая свобода». АУГ прошла через Суэцкий канал 13 октября и прибыла в Аравийское море 15 октября, а затем вернулась в апреле 2002 года.
В марте 2003 года крейсер направили в восьмую авианосную ударную группу.
5 января 2007 года «Велла Галф» отправился в шестимесячный круиз в составе экспедиционной ударной группы УДК USS Bataan (LHD-5) (BATESG). Вёл операции в Персидском заливе, северной части Аравийского моря вместе с французским авианосцем Charles de Gaulle (в поддержку операции «Несокрушимая свобода»), Оманском и Аденском заливах. Участвовал в многонациональных учениях, в том числе в AMAN '07, организованный Пакистаном. «Велла Галф» посетил Агадир (Марокко) и Гаэту (Италия) в качестве портов захода в свободную зону и дважды посетил Манаму (Бахрейн). Вернулся в свой порт приписки в Норфолке, штат Вирджиния, 3 июля 2007 года.

#### Антипиратские операции

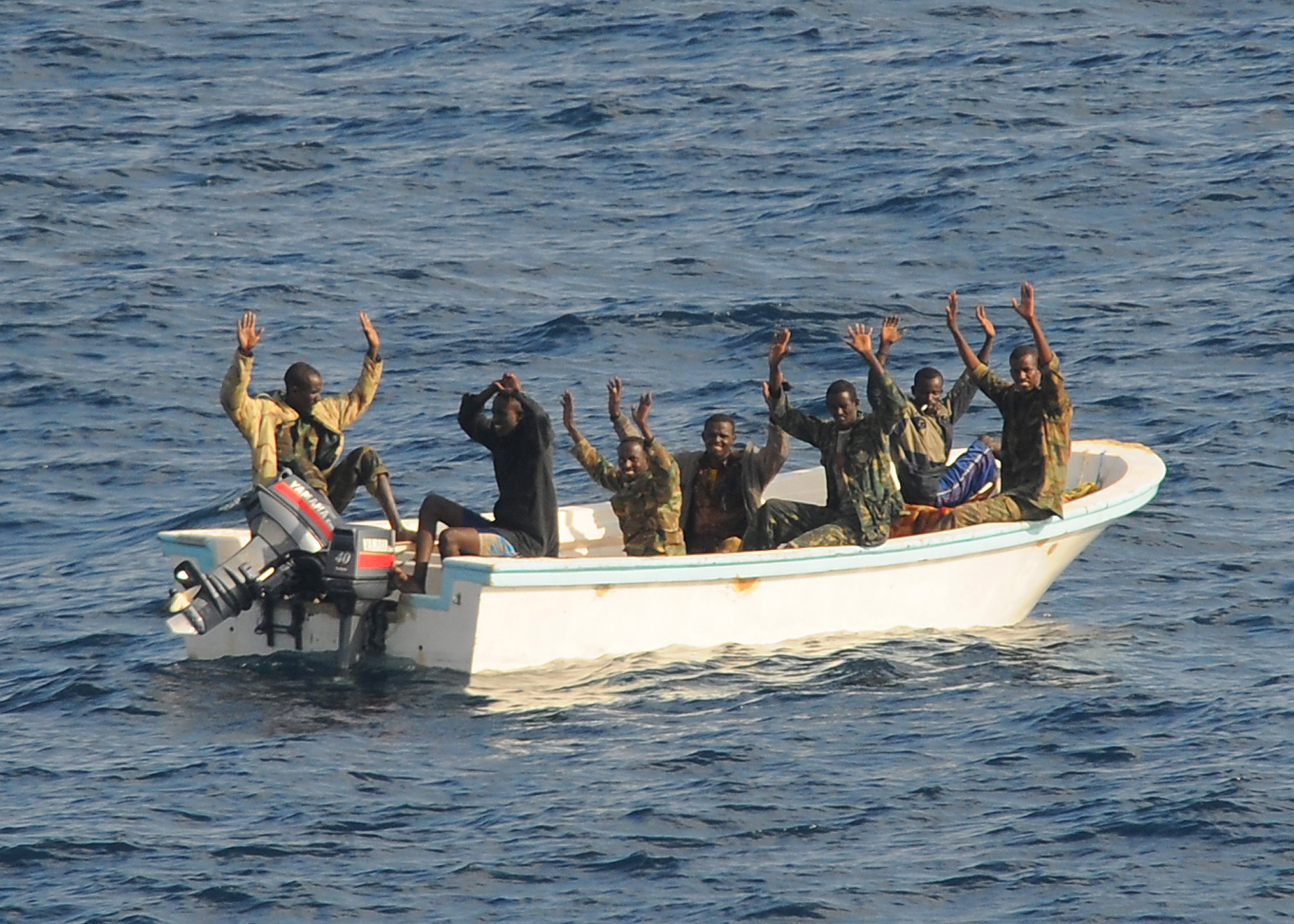
Подозреваемые пираты сдаются крейсеру «Велла Галф», 2009 г.

«Велла Галф» была идентифицирован как один из кораблей ВМС США, окружавших MV «Фаина», судно, принадлежащее Украине и зарегистрированное в Белизе, на борту которого находились 33 танка Т-72, РПГ и другие боеприпасы, после того, как оно было захвачено пиратами у берегов Сомали 25 сентября 2008 года. В конечном итоге корабль не удалось отбить, и за него был уплачен выкуп.
11 февраля 2009 года корабль ответил на сигнал бедствия с танкера Polaris в Аденском заливе. Polaris сообщил, что пираты на одной лодке пытались подняться на борт танкера по лестницам, однако экипажу удалось помешать их усилиям. По прибытии в этот район «Велла Галф» перехватил лодку с семью мужчинами на борту. Экипаж на борту танкера опознал их как нападавших, их доставили на борт крейсера и переправили на корабль снабжения USNS Lewis and Clark и отправили в Кению для суда.
На следующий день, 12 февраля, «Велла Галф» ответил на сигнал бедствия с индийского грузового судна «Премдивья», которое сообщило, что её преследовали пираты, обстрелявшие корабль. «Велла Галф» направил к месту происшествия вертолёт, который произвёл предупредительные выстрелы и преследовал пиратский корабль. Потом крейсер высадил абордажную группу на двух надувных лодках (RHIB) и захватил девять пиратов, которые снова были переданы «Льюису и Кларку».
В декабре 2015 года корабль был приписан к 12-й авианосной ударной группе. 23 апреля 2017 года «Велла Галф» отправился на восьмимесячное развёртывание для поддержки операций по обеспечению безопасности на море в Персидском заливе. В июле крейсер присоединился к 11-й авианосной ударной группе, которая на три месяца наносила воздушные удары по объектам ИГИЛ в Ираке и Сирии. АУГ вернулась 15 декабря.

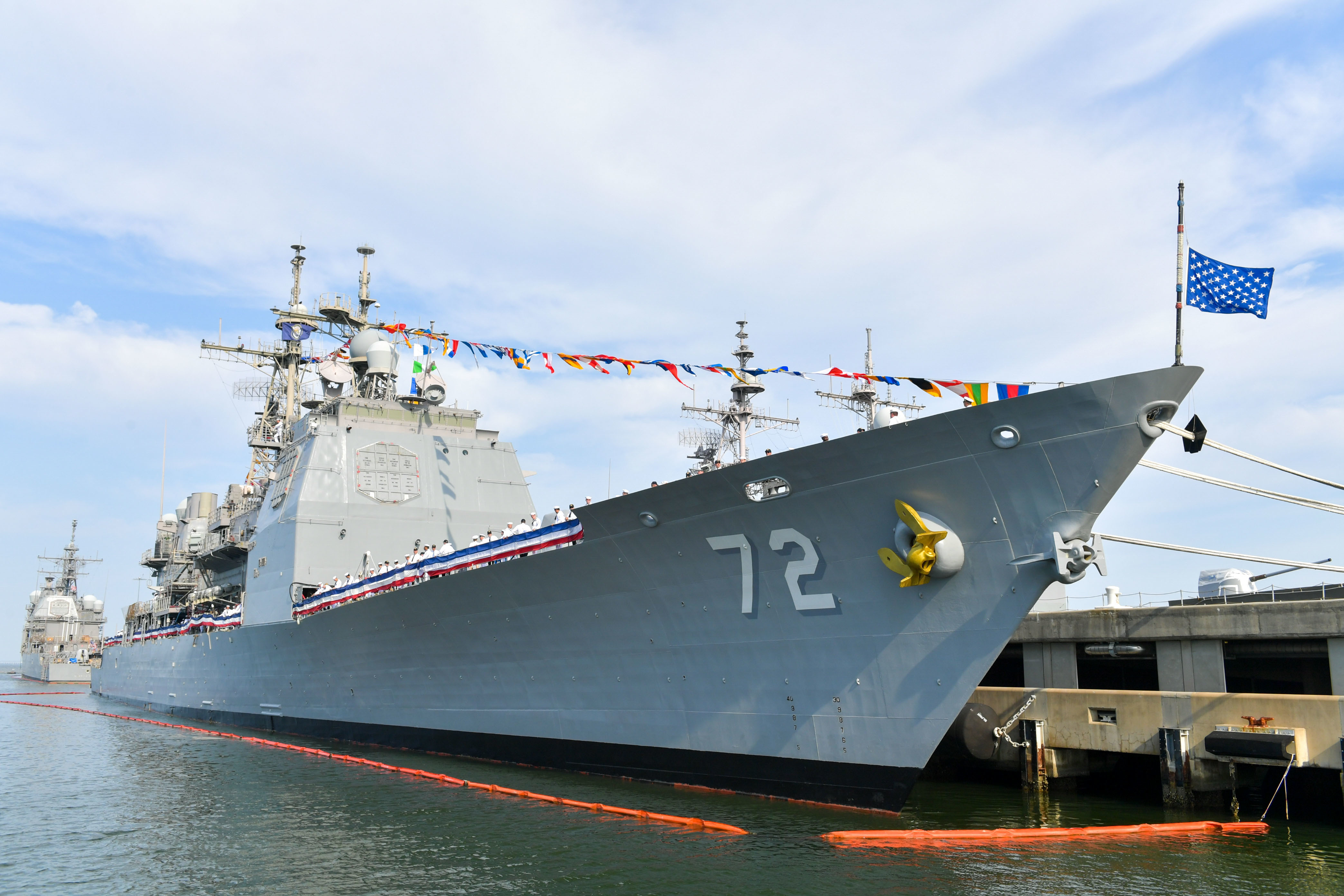
USS Vella Gulf (CG-72) во время церемонии вывода из эксплуатации 4 августа 2022 г.

В 2020 году в бюджетном плане ВМС США предлагалось поставить «Велла Галф» вместе с его родственными кораблями класса «Тикондерога» Monterey, Shiloh и Port Royal на путь досрочного вывода из эксплуатации, поскольку они не были модернизированы.
В декабре 2020 года в отчёте ВМС США Конгрессу о ежегодном долгосрочном плане строительства военно-морских кораблей говорилось, что в 2022 году корабль планируют вывести в резерв
4 августа 2022 года «Велла Галф» был выведен из эксплуатации на военно-морской базе Норфолк после чуть менее 29 лет службы. Порядок утилизации не разглашается. Корабль будет пришвартован в Филадельфии.